# Microids
Microids (ehemalige Schreibweise Microïds) ist ein französischer Entwickler und Publisher von Computer- und Videospielen, der vor allem für Point-and-Click-Adventures, wie die Syberia-Reihe des Entwicklers Benoît Sokal oder auch ObsCure und Still Life bekannt ist.
Der Name geht auf ein im Jahr 1985 von Elliot Grassiano in Paris gegründetes Entwicklungsstudio zurück, das 2003 mit MC2 zu MC2 France fusionierte und dessen Name und Lizenzrechte Anfang 2010 an die französische Anuman Interactive verkauft wurden, eine Tochter der gleichfalls französischen Média-Participations. Microïds bestand daher zwischen 2007 und 2019 nur als Markenname weiter. Im Jahr 2019 wurde jedoch das Unternehmen Anuman Interactive auf den Markennamen umbenannt und die Schreibweise mit Einführung eines neuen Logo im Juli 2019 von Microïds auf Microids vereinfacht.

## Geschichte

### Microïds und MC2 France
Elliot Grassiano gründete Microïds im Jahr 1985 in Vélizy-Villacoublay, einem Vorort von Paris. Nach etwa zehn Jahren als reines Entwicklungsstudio wandelte sich das Unternehmen Mitte der 1990er Jahre zum Publisher und Distributor. Neben dem damaligen Sitz des Unternehmens in Vélizy bei Paris, Frankreich, entstanden Auslandsniederlassungen für die Vertriebstöchter Microïds Italy in Mailand, Microïds Ltd. in Milton Keynes, Vereinigtes Königreich und ein weiteres Entwicklungsstudio Microïds Canada Inc. in Montreal. Im Jahr 2003 übernahm jedoch Emmanuel Olivier die Kontrolle über Microïds.
Emmanuel Olivier hatte 1992 einen Softwareentwickler für interaktive Multimedia-CD-Roms unter dem Namen Index+ gegründet. Nach einer Verschmelzung mit der von Vincent Berlioz und Jacques Simian gegründeten Arcad im Jahr 1995 entwickelte das Unternehmen vor allem Grafikadventures. Im September 2000 erlangte Index+ größere Bekanntheit durch Übernahme des Distributor France Telecom Multimedia, einer Tochter der staatlichen Telefongesellschaft France Telecom. Das aus der Fusion hervorgegangene Unternehmen verlor aber seine Unabhängigkeit und gehörte wenig später zu Wanadoo, der Internet-Division der France Telecom. Emmanuel Olivier verließ den Wanadoo Edition genannten Videospielebereich nach Meinungsverschiedenheiten im Januar 2002. Als Thierry Breton, der neue CEO von France Telecom, nur ein Jahr später die Entscheidung traf, bei Wanadoo Edition ab Januar 2003 Mitarbeiter zu entlassen und den Videospielbereich abzuspalten, schaltete sich Emmanuel Oliver wieder in die Verhandlungen mit der französischen Regierung ein. Er schlug vor, den Bereich mit der finanziell schwer angeschlagenen Microïds zusammenzulegen. Als Ergebnis der Fusion entstand am 30. September 2003 MC2 France. Das Unternehmen hatte im Februar 2004 mehr als 150 Mitarbeiter, davon 95 in Montreal.

Ehemaliges Logo, um das Jahr 2005

Im März 2005 überließ man die ehemalige Microïds-Niederlassung in Kanada an Ubisoft, wobei Ubisoft kein geistiges Eigentum, sondern nur Ausstattung und Mitarbeiter zur Erweiterung des eigenen Studios in Montreal erhielt. Die britische Microïds-Niederlassung wurde bis 2005 aufgelöst und zuletzt auch die italienische Tochter unter dem Namen Blue Label Entertainment abgespalten.
Am 28. November 2007 ließ MC2 France den Namen Microïds als Markenbezeichnung wieder aufleben. Produktionen am Hauptquartier im Pariser Vorort Montrouge wurden ab diesem Zeitpunkt unter MICROÏDS Paris vermarktet, Entwicklungen am Standort in Kanada unter MICROÏDS Montreal. Im Dezember 2007 wurde über die Plattform des französischen Dienstes Metaboli auch ein Microïds Online-Store eröffnet. Im Oktober 2008 erwarb das Unternehmen die Namens- und Markenrechte der bereits seit 2002 insolventen Cryo Interactive Entertainment und kündigte an, deren alte Spiele und darauf aufbauende neue Entwicklungen digital unter der Marke Microïds anzubieten. Als reiner Publisher veröffentlichte man unter Microïds zu dieser Zeit auch Spiele des unabhängigen Kheops Studio.

### Anuman Interactive
Anuman Interactive wurde im Jahr 2000 von Stéphane Longeard, Axel Chambily-Casadesus and Marc Laumet gegründet. Der Name war an Hanuman angelehnt, eine hinduistische Gottheit mit der Gestalt eines Affen. Dementsprechend verwendete das Unternehmen zwischen 2000 und 2012 als Logo den gelben Schattenriss eines Affen auf schwarzem Grund. Ab 2012 bestand das Logo aus einem Affenkopf im Profil, weiß auf hellblauem Grund. Die Gründung wurde von Infogrames, TF1 Video, einer Tochter der französischen Mediengruppe des privaten Fernsehsenders TF1, und dem Syndicat des éditeurs de logiciels de loisirs (Verband der Herausgeber von Unterhaltungssoftware) unterstützt, um zunächst für PC eine Reihe „Click&Go“ genannter kleiner Softwarehelfer im Alltag zu veröffentlichen, wie z. B. zur Straßenverkehrsordnung, Architektur oder kreativer Freizeitgestaltung. Im Juli 2001 unterzeichnete das Unternehmen eine Partnerschaft mit dem US-amerikanischen Verlag John Wiley & Sons für die Entwicklung von Software zu deren Für-Dummies-Buchreihe.
Der erste Erfolg auf dem Spielemarkt war die erfolgreiche Veröffentlichung des Trainz Railroad Simulator 2004 in Frankreich im Jahr 2005. Ein weiterer Meilenstein war zwei Jahre später Sudden Strike 3, ebenfalls in Frankreich. Im Jahr 2008 veröffentlichte Anuman Interactive nach eigenen Angaben über 50 Spiele für Nintendo DS, Wii und PlayStation Portable.
2009 wurde Anuman Interactive von Média-Participations übernommen, einem auf frankobelgische Comics spezialisierten Medienunternehmen mit Sitz in Paris. Während des Übernahmeprozesses sondierte Anuman seinerseits den Markt nach potenziellen Akquisitionen. Am 23. November 2009 gab Anuman Interactive seine Absicht bekannt, die Marke Microïds und alle damit verbundenen Lizenzen mit Wirkung zum 1. Januar 2010 von MC2 zu übernehmen. Nach Abschluss des Geschäfts mit MC2 kündigte das Unternehmen die Fortsetzung von Adventure-Serien wie der Dracula-Reihe und Syberia an. Für einige bereits veröffentlichte Spiele erschienen Portierungen für das mobile Betriebssystem Apple iOS unter dem Namen Microïds, während Portierungen für Android im Google Play zunächst mit dem Anbieternamen Anuman gelistet waren.
Noch im Dezember 2009 wurde Anuman Interactive zum offiziellen Publisher für Spielekonsolen von Sony in Frankreich. Im Jahr 2012 führte man ein neues Microïds-Logo ein, mit weißer Schrift auf hellgrünem Hintergrund und ergänzte die Marke um Microïds Games For All für Spiele, die nicht zum Genre der Adventures zählen. Am 26. November 2012 kündigte das Unternehmen an, der Microïds-Gründer Elliot Grassiano werde zurückkehren und die Leitung der Softwareentwicklung des Unternehmens übernehmen. 2013 trat er als stellvertretenden Geschäftsführer und COO bei Anuman Interactive ein. Im August 2013 erwarb Anuman Interactive eine Lizenz für die Entwicklung von Spielen auf Grundlage der Kriminalromane von Agatha Christie.
Dracula 4: The Shadow of the Dragon erschien 2013 und ein Jahr später veröffentlichte Anuman mit dem Adventure Subject 13 des Designers Paul Cuisset (Flashback: The Quest for Identity, Cruise for a Corpse) erstmals ein über die Crowdfunding-Plattform Kickstarter teilfinanziertes Projekt. Auf der Messe Gamescom in Köln versprach Anuman Interactive 2015 neben weiteren neuen Spielen auch die baldige Fertigstellung von Syberia III, einer schon mehrfach angekündigten Fortsetzung der Adventure-Reihe von Benoît Sokal und Agatha Christie: The ABC Murders, als erstes Spiel zu den schon 2013 erworbenen Lizenzrechten. Das Agatha-Christies-Spiel erschien im Februar 2016.
Der Hauptsitz des Unternehmens wechselte im Frühjahr 2018 von Montreuil einige hundert Meter weiter nach Paris.

### Microids
Im Jahr 2019 änderte Anuman Interactive seinen Unternehmensnamen auf den Namen der Marke und vereinfachte die Schreibweise auf Microids. Kurz darauf wurde eine Niederlassung in Japan eröffnet. Im November 2021 folgte eine Eröffnung in China und im Mai 2022 auch eine deutsche Niederlassung in Berlin.
Bereits im April 2022 erwarb das Unternehmen eine Beteiligung an OSome Studio in Paris, mit denen man in Vergangenheit schon zusammen an den Spielen Asterix & Obelix XXL3: Der Kristall-Hinkelstein und Die Schlümpfe – Mission Blattpest gearbeitet hatte.

## Veröffentlichungen

### Microïds oder Microids (Auswahl)
| Titel                                              | Genre                | Jahr | Plattformen                                                        |
| -------------------------------------------------- | -------------------- | ---- | ------------------------------------------------------------------ |
| Iron Trackers                                      | Rennspiel, Action    | 1989 | Amiga, Atari ST, Amstrad CPC, DOS                                  |
| Dominium                                           | Strategie            | 1992 | Amiga, Atari ST, DOS                                               |
| Nicky Boom                                         | Jump ’n’ Run         | 1992 | Amiga, Atari ST, DOS, iOS, Mac OS                                  |
| Nicky 2                                            | Jump ’n’ Run         | 1993 | Amiga, Atari ST, DOS, iOS, Mac OS                                  |
| Carlos                                             | Jump ’n’ Run         | 1994 | Amiga, Atari ST, DOS                                               |
| Secret Mission                                     | Adventure            | 1996 | DOS                                                                |
| Evidence: The Last Report                          | Adventure            | 1996 | DOS, PlayStation                                                   |
| Amerzone                                           | Adventure            | 1999 | PC, PlayStation, iOS, Mac                                          |
| Gruntz                                             | Strategie            | 1999 | PC                                                                 |
| Road to India                                      | Adventure            | 2001 | PC                                                                 |
| Syberia                                            | Adventure            | 2002 | PC, Playstation 2, XBox, Windows Mobile, Nintendo DS, iOS, Android |
| Post Mortem                                        | Adventure            | 2003 | PC                                                                 |
| Syberia II                                         | Adventure            | 2004 | PC, PlayStation 2, XBox, iOS, Android                              |
| ObsCure                                            | Survival Horror      | 2004 | PlayStation 2, PC, XBox, PlayStation Portable                      |
| Still Life                                         | Adventure            | 2005 | PC, XBox                                                           |
| Still Life 2                                       | Adventure            | 2009 | PC, Mac OS                                                         |
| Subject 13                                         | Adventure            | 2015 | PC, Mac OS                                                         |
| Agatha Christie: The ABC Murders                   | Adventure            | 2016 | PC, Mac OS, PlayStation 4, XBox One                                |
| Moto Racer 4                                       | Rennspiel            | 2016 | PC, PlayStation 4, XBox One                                        |
| Yesterday Origins                                  | Adventure            | 2016 | PC, Mac OS, PlayStation 4, Xbox One, Nintendo Switch, iOS, Android |
| Syberia 3                                          | Adventure            | 2017 | PC, PlayStation 4, XBox One                                        |
| ATV Drift & Tricks                                 | Rennspiel            | 2017 | PC, PlayStation 4, XBox One                                        |
| Gear.Club Unlimited (Remaster)                     | Rennspiel            | 2017 | Nintendo Switch                                                    |
| Gear.Club Unlimited 2 (Remaster)                   | Rennspiel            | 2018 | Nintendo Switch                                                    |
| Flashback – 25th Anniversary (Original & Remaster) | Jump ’n’ Run         | 2018 | PC, Mac OS, PlayStation 4, Xbox One, Nintendo Switch               |
| Super Chariot                                      | Jump ’n’ Run         | 2018 | Nintendo Switch                                                    |
| Asterix & Obelix XXL 2 (Remaster)                  | Action-Adventure     | 2018 | PC, PlayStation 4, Xbox One, Nintendo Switch                       |
| Blacksad: Under the Skin                           | Adventure            | 2019 | macOS, Nintendo Switch, PlayStation 4, Windows, Xbox One           |
| Toki Juju Densetsu                                 | Jump ’n’ Run         | 2019 | Nintendo Switch, PlayStation 4, Windows, Xbox One                  |
| XIII (Remake)                                      | Ego-Shooter, Stealth | 2020 | Windows, PlayStation 4,Xbox One, Nintendo Switch                   |
| The Bluecoats: North & South                       | Strategie            | 2020 | Nintendo Switch                                                    |

### Software
Unter dem Namen Home Design 3D oder Home Design 3D by LiveCAD wird eine CAD-Applikation für Architektur und Inneneinrichtung vertrieben, die durch ihre vergleichsweise unkomplizierte Steuerung stark auf mobile Endgeräte und Benutzer im privaten Bereich ausgerichtet ist. Vorläufer dazu war von 2007 bis 2011 die Reihe D&CO.